# Brand New Days (Apinkの曲)
「Brand New Days」（ブランド ニュー デイズ）は、韓国の女性アイドルグループ・Apinkの日本での5枚目のシングル。2016年3月23日にユニバーサルミュージックジャパンから発売された。

## 概要
表題曲の『Brand New Days』は、Apink初の日本オリジナル曲で、テレビ東京系テレビアニメ『リルリルフェアリル〜妖精のドア〜』主題歌のタイアップが付いている。アニメで使用されたテレビサイズ版は、CD用フルサイズ版とは一部の歌詞が異なる。2016年9月26日に韓国で発売された3rdフルアルバム「Pink Revolution」において『Catch Me』として韓国語でセルフカバーされている。（作詞は作曲・編曲と同じBeom & Nang）

## 収録曲

### 初回生産限定盤A
CD
1. Brand New Days [3:45]
作詞：Shoko Fujibayashi、作曲・編曲：Beom & Nang
2. Yeah -Japanese Ver.- [3:14]
作詞：Shiho、作曲：S. Tiger・Choi Kyu Sung、編曲：S. Tiger
3. Brand New Days (Instrumental) [3:45]
4. Yeah (Instrumental) [3:12]

DVD　収録内容
1. Brand New Days (Music Video)【Dance Feat.Ver.】

- 特典：激レア！Apinkオリジナル・ペンポーチ＋16Pブックレット

### 初回生産限定盤B
CD
1. Brand New Days [3:45]
2. Yeah -Japanese Ver.- [3:14]
3. Brand New Days (Instrumental) [3:45]
4. Yeah (Instrumental) [3:12]

DVD　収録内容
1. Brand New Days (Music Video)

- 特典：12Pブックレット

### 初回生産限定盤C
CD
1. Brand New Days [3:45]
2. Yeah -Japanese Ver.- [3:14]
3. Brand New Days (Instrumental) [3:45]
4. Yeah (Instrumental) [3:12]

- トレーディングカード（全12種中1種 ランダム封入）
- 『スクラッチカード』・『Pink LOTO ラッキーナンバー』封入

### 通常盤
CD
1. Brand New Days [3:45]
2. Yeah -Japanese Ver.- [3:14]
3. Brand New Days (Instrumental) [3:45]
4. Yeah (Instrumental) [3:12]

- トレーディングカード（全12種中1種 ランダム封入）
- 『スクラッチカード』・『Pink LOTO ラッキーナンバー』封入